# Elezioni parlamentari in Norvegia del 1989
Le elezioni parlamentari in Norvegia del 1989 si tennero il 10-11 settembre per il rinnovo dello Storting.

## Risultati
| Liste                                  | Voti      | %     | Seggi |
| -------------------------------------- | --------- | ----- | ----- |
| Partito Laburista Norvegese            | 907 393   | 34,27 | 63    |
| Høyre                                  | 588 682   | 22,23 | 37    |
| Partito del Progresso                  | 345 185   | 13,04 | 22    |
| Partito Socialista di Sinistra         | 266 782   | 10,08 | 17    |
| Partito Popolare Cristiano             | 224 852   | 8,49  | 14    |
| Partito di Centro                      | 171 269   | 6,47  | 11    |
| Venstre                                | 84 740    | 3,20  | –     |
| Liste per l'Ambiente e la Solidarietà  | 22 139    | 0,84  | –     |
| Partito Ambientalista I Verdi          | 10 136    | 0,38  | –     |
| Stop Immigrazione                      | 8 963     | 0,34  | –     |
| Azione Popolare Futuro per il Finnmark | 8 817     | 0,33  | 1     |
| Partito dei Pensionati                 | 7 863     | 0,30  | –     |
| Partito Europeo - Liberale             | 470       | 0,02  | –     |
| Rappresentanti Liberi                  | 313       | 0,01  | –     |
| Totale                                 | 2 647 604 | 100   | 165   |